# Гуарана
Гуарана́ (лат. Paullinia cupana) — вьющаяся лиана рода Пауллиния (Paullinia) семейства Сапиндовые (Sapindaceae), в диком виде растущая в амазонской части Бразилии и Парагвая, а также встречающаяся в Перу, Венесуэле и Колумбии. В Бразилии выращивают гуарану в штате Амазонас и в штате Баия. Гуарана отличается большими листьями и цветками, собранными в пучки. Растение известно, прежде всего, своими плодами, которые соразмерны с кофейным зерном. Как пищевая добавка, гуарана является эффективным стимулятором: и содержит в два раза больше кофеина, чем кофейные зёрна (2—4,5 % кофеина в семенах гуараны против 1—2 % — в кофейных зёрнах). Высокая концентрация кофеина служит растению защитным токсином, который ограждает ягоды и семена от болезнетворных микроорганизмов. Плод гуараны величиной с орех-фундук, покрыт кожицей от глубокого жёлтого до серого цвета; при созревании кожица лопается и открывает одно лилово-коричневое или чёрное семечко. Семена гуараны содержат смолы, дубильные вещества и до 6 % кофеина. Из них получают пасту, которую применяют в отдельных странах в медицинских целях. Из пасты добывают кофеин, её добавляют в шоколад и применяют для приготовления напитка, аналогичного кофе.

## История
Португальское слово guaraná произошло от названия warana («плод, как глаза людей») языка амазонской народности мауэ́. Латинское название ботанического рода дано в честь немецкого ботаника Кристиана Пауллини. Растение было впервые описано в европейских колониях и Европе в XVI веке Овьедо, Эрнандесом, Кобо и другими испанскими летописцами. К 1958 году гуарана была коммерциализирована.
Гуарана играет важную роль в культурах народов тупи́ и гуарани́.[какую?] Плод гуараны в разрезе напоминает глазное яблоко, что послужило основой для мифа, согласно которому злой бог убил ребёнка любимчика деревни народа мауэ. Чтобы утешить сельских жителей, более великодушный бог извлек из умершего ребёнка его левый глаз и посадил его в лесу, что привело к большому разнообразию гуараны. Затем бог взял у мертвого дитяти правый глаз и посадил его в деревне, тем самым положив начало освоению гуараны.
Впервые использовать плоды гуараны начал Луис Перейра Баррету — врач родом из Рио-де-Жанейро. В 1906 году он выпустил первую в мире содовую на основе фруктов гуараны и построил целый завод для производства этого напитка.

## Состав
В таблице справа указаны вещества, найденные в семенах гуараны; остальные части растения могут содержать эти вещества в других количествах.
Гуаранин по химическому составу идентичен кофеину, полученному из других источников, например, кофе, чая или мате. Гуаранин, теин и матеин — это всё синонимы кофеина, так как эти вещества не содержат ничего, кроме кофеина. Помимо самого кофеина, естественные источники этого вещества содержат многовариативные смеси ксантиновых алкалоидов, включая кардиостимуляторы теофиллин и теобромин и другие вещества, такие как полифенолы, которые могут образовывать нерастворимые смеси с кофеином. Основные полифенолы, найденные в гуаране — катехины и эпикатехины. Также в состав гуараны входят витамины B, A и E.

## Использование

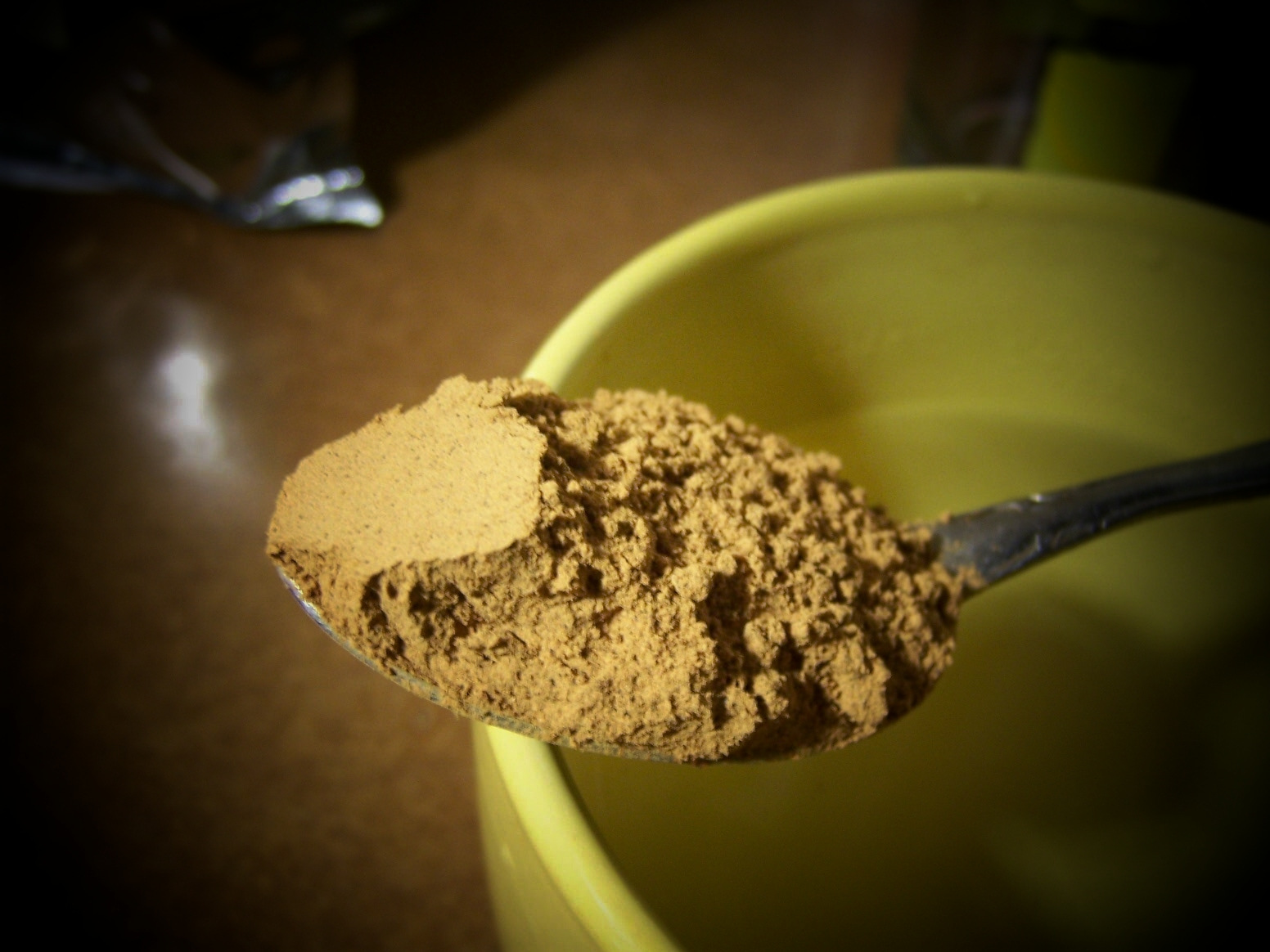
Порошок из семян гуараны

Растение с давних пор использовалось коренными жителями Южной Америки — индейцами тупи и гуарани, в частности, во время дальних переходов. Некоторые племена использовали это растение в качестве платёжного средства.
Кроме того, эти семена традиционно использовались для лечения головных болей, жара, лихорадки, спазмов, как стимулянт, для профилактики от бактериальных инфекций, как тонизирующее и укрепляющее средство. Индейцы Латинской Америки верят, что гуарана помогает не только от голода, но и от усталости, от артрита и диареи. Также гуарана довольно долгое время использовалась для лечения от похмелья.
После того, как плоды собирают, семена отделяют от мякоти, предотвращая брожение. После этого семена жарят, избавляя их от шкурки. А уже потом семена гуараны перетирают в мелкий порошок. Индейцы верят, что именно этот порошок способен излечить очень многие заболевания.
В настоящее время гуарана входит в состав большинства энергетических напитков, добавляют в чаи, а также иногда — в состав леденцов и конфет. В Бразилии широко распространены продукты со вкусом гуараны — от газированных напитков до зубной пасты. В Южной Америке большую часть кофеина получают именно из гуараны. Экстракт гуараны используется в спортивном питании. Также в современном мире растение используется в качестве пищевой добавки и добавки для снижения веса.

### Напитки
Бразилия, которая является третьим по величине потребителем безалкогольных напитков в мире, производит несколько брендов напитков, содержащих экстракт гуараны. Португальское слово «Guaraná» широко используется в Бразилии в качестве общего названия для всех безалкогольных напитков. Бразильские продажи напитков «гуарана» превышают продажи колы. Также Бразилия производит различные виды алкогольных напитков с экстрактами гуараны, без добавления кофеина.
Несмотря на то что все эти напитки готовятся на основе гуараны, они отличаются друг от друга по вкусовым качествам и совершенно не сохраняют природный вкус гуараны. Как правило, вкус этих напитков фруктовый и довольно мягкий, со сладковатым привкусом. Также напитки, изготовленные в Бразилии, экспортируют в соседние страны. Известнейший напиток-бренд Бразилии, на основе гуараны, это «Гуарана Антарктика» («Guaraná Antarctica»). Парагвай имеет целый ряд своих напитков-брендов на основе гуараны. Известны такие бренды Парагвая, как «Maxi», «Де Ла Коста» («De La Costa») и Нико («Niko»). Местные жители и мелкие производители также изготавливают напитки из гуараны, но только для своих потребностей и нужд. Или же для малого, внутреннего бизнеса.
В Перу также выпускаются безалкогольные напитки под брендом «гуарана», который принадлежит компании «Backus and Johnston». В 2007 году напиток занимал 5 % перуанского рынка безалкогольных напитков, и был повторно выпущен с новой бутылкой и эмблемой, а также в новой лёгкой версии, и уже год спустя продажи напитка увеличились на 49 %.
Из гуараны делают чай путём шелушения, вымачивания и сушки семян и последующего растирания их в мелкий порошок. Порошок добавляют в тесто, из которого лепят цилиндры. Этот продукт известен как хлеб гуарана, который растирается и погружается в горячую воду с сахаром.

### Когнитивный эффект
Гуарана богата кофеином, поэтому представляет интерес в плане воздействия на когнитивные способности. В 1997 году было проведено клиническое исследование гуараны на крысах. Результаты показали, что группа крыс, получающая в пищу гуарану, физически развивалась лучше, чем контрольная группа. Также, группа крыс, принимающая гуарану, обладала лучшей памятью.
В 2007 году были проведены первые эксперименты на человеке, в ходе которых изучалось воздействие четырёх разных доз (37,5 мг, 75 мг, 150 мг и 300 мг) экстракта гуараны. После первых двух доз уже отмечалось положительное воздействие на память, бодрость и настроение. После приёма дозы свыше 75 мг происходило существенное улучшение познавательных способностей.

### Другое применение и побочные эффекты
В США гуарана не получила статус GRAS, который исключает пищевой продукт из разрешительного контроля. Американское Управление по контролю качества продуктов и лекарств (англ. FDA — Food and Drug Administration) не подтверждает никаких лечебных свойств гуараны и относит её к пищевым добавкам (к пищевым красителям). По мнению специалистов, гуарана не может быть использована для диагностики, лечения, или предотвращения каких-либо заболеваний.
В одном из исследований, которое было проведено в июне 2001 года, изучалось влияние растения на снижение массы тела человека. По итогам эксперимента были отмечены следующие результаты: в группе, которая принимала смесь из мате, гуараны и дамианы, средняя потеря веса составила 5,1 килограмм после 45 дней, а в группе плацебо за тот же срок средняя потеря веса составила менее чем полкилограмма. Однако данное исследование не доказывает, что именно гуарана повлияла на снижение веса, так как участники принимали смесь из разных растений. Более того, данный эксперимент противоречит результатам другого исследования, которое показало, что формула, содержащая гуарану, не оказала на массу тела человека никакого влияния.
Экстракт гуараны исследовался и в Бразильском университете. Здесь исследовали гуарану как медицинский препарат. В результате оказалось, что гуарана на тридцать семь процентов препятствует снижению тромбоксана. При этом неизвестно, влияет ли такое действие на риск развития инфаркта миокарда или инсульта.
Другие лабораторные исследования указали на антиокислительное и антибактериальное действие гуараны. В результате постоянного употребления в пищу гуараны (в комбинации с линолевой кислотой) у мышей отмечалось уменьшение жировой прослойки.
Гуарана в сочетании с кофеином является также действующим компонентом некоторых «энергетических жевательных резинок», производимых в Европе, США и Австралии.
По неподтверждённой информации, чрезмерное употребление энергетических напитков с содержанием гуараны (особенно в сочетании с кофеином и таурином) может способствовать началу эпилепсии у некоторых людей. Побочные эффекты от растения гуараны наблюдались весьма редко, но, несмотря на это, врачи не рекомендуют злоупотреблять этим продуктом.